# Salem Assli
Salem Assli (Lille, França, 2 de dezembro de 1959 - Los Angeles, EUA, 5 de novembro de 2021) foi um artista marcial, instrutor, autor e pesquisador franco-americano consagrado internacionalmente. Proficiente em mais de dez artes marciais combativas, aluno direto de Guro Dan Inosanto, é reconhecido como o primeiro instrutor certificado de Savate na América do Norte. Ele também trabalhou para o desenvolvimento das artes marciais em cinco continentes e foi chefe da associação francesa de Jeet Kune Do e Filipino Kali. Ele também foi escritor e foi destaque em várias publicações sobre artes marciais, como Black Belt Magazine, Inside Kung Fu, Budo International, World of Martial Arts e Dragon Magazine, entre outras publicações e programas de TV. Como autor e pesquisador, ele se interessava pela história das armas afiadas e do arco e flecha, e tinha uma paixão pela arqueologia, história cultural e estudos religiosos. Outras figuras que influenciaram seus valores são Georges Brassens, Jean Ferrat, Jacques Brel, Bob Marley e Raël.

## Origens
Salem Assli nasceu em uma família franco-belga-argelina. A mãe dele é do norte da França, o pai dela era belga (flamengo), o pai de Salem era do norte da África, da Argélia e veio para a França quando tinha 16 anos, mas para residir na França ele teve que declarar que é dois anos mais velho do que realmente era. Seu pai trabalhava em uma fábrica de plásticos e sua mãe era dona de casa cuidando de quatro filhos.

## Carreira
Salem Assli começou a praticar artes marciais nos anos 1970, e sua jornada começou com o Jeet Kune Do de Bruce Lee. Antes disso, ele competiu como ginasta com Dominique Lescornez no clube "La Renaissance" por 10 anos, até completar 18 anos. Salem então contactou o Guro Dan Inosanto, aluno direto de Bruce Lee e fundador da Inosanto Academy of Marcial Arts, demonstrando interesse em tornar-se seu aluno. Depois de tentar insistentemente obter uma resposta, e quase a ponto de desistir, recebeu finalmente uma carta escrita à mão do próprio Guro Inosanto convidando-o a estudar com ele. Então, em 1983, quando tinha 20 anos, Salem atendeu ao convite de Dan Inosanto para estudar diretamente sob sua tutela, e mudou-se da França para Los Angeles, nos Estados Unidos.

Carta de Guro Dan Inosanto para Salem Assli

Assli é o primeiro francês a se graduar e ser certificado como instrutor sênior em Jun Fan Gung Fu Jeet Kune Do e nas artes marciais filipinas sob a tutela Dan Inosanto. Em 1986, ele recebeu seus primeiros certificados de ensino em Jun Fan Jeet Kune Do e artes marciais filipinas. Salem também estudou Muay Thai com Ajarn Chai Sirisute (Presidente da Associação de Boxe Tailandês nos EUA) e recebeu sua instrução da Associação Americana de Boxe Tailandês. Ele então se tornou o primeiro instrutor de Muay Thai da Inosanto International Instructors Association. Assli treinou com o filho de Bruce Lee, Brandon Lee, na Inosanto Academy, e foi o pad holder de Brandon durante o seu exame de boxe tailandês. Salem também deu aulas particulares de artes marciais para o ator de Hollywood Fred Ward.
Dan Inosanto encorajou Assli a dominar a arte de sua terra natal, o Savate, para que ele pudesse ensiná-la aos alunos da Academia Inosanto e em todo o mundo. Seu primeiro passo no mundo do Savate francês começou com um antigo livro que Inosanto lhe emprestou - “Boxe Francaise história e tradição” de Bernard Plasait [fr] (Aluno do Conde Pierre Baruzy), Luva de Ouro do Boxe Francês, bicampeão francês.
Assli seguiu pesquisando Savate, particularmente o Savate tradicional ao estilo antigo. De volta à França, Salem recebeu seu primeiro grau Silver Glove do Diretor Técnico Nacional da França, Bob Alix. Salem terminou em primeiro lugar em sua turma de 50 alunos, obtendo a melhor avaliação, tudo sem ter previamente instrutor ou professor. Um ano depois, em Los Angeles, Assli ganhou o prestigioso diploma de Professeur de Savate Boxe Française e seu 2º grau Luva de Prata (2nd degree Silver Glove) junto com membros da equipe de elite francesa, como Richard Sylla e Robert Paturel.

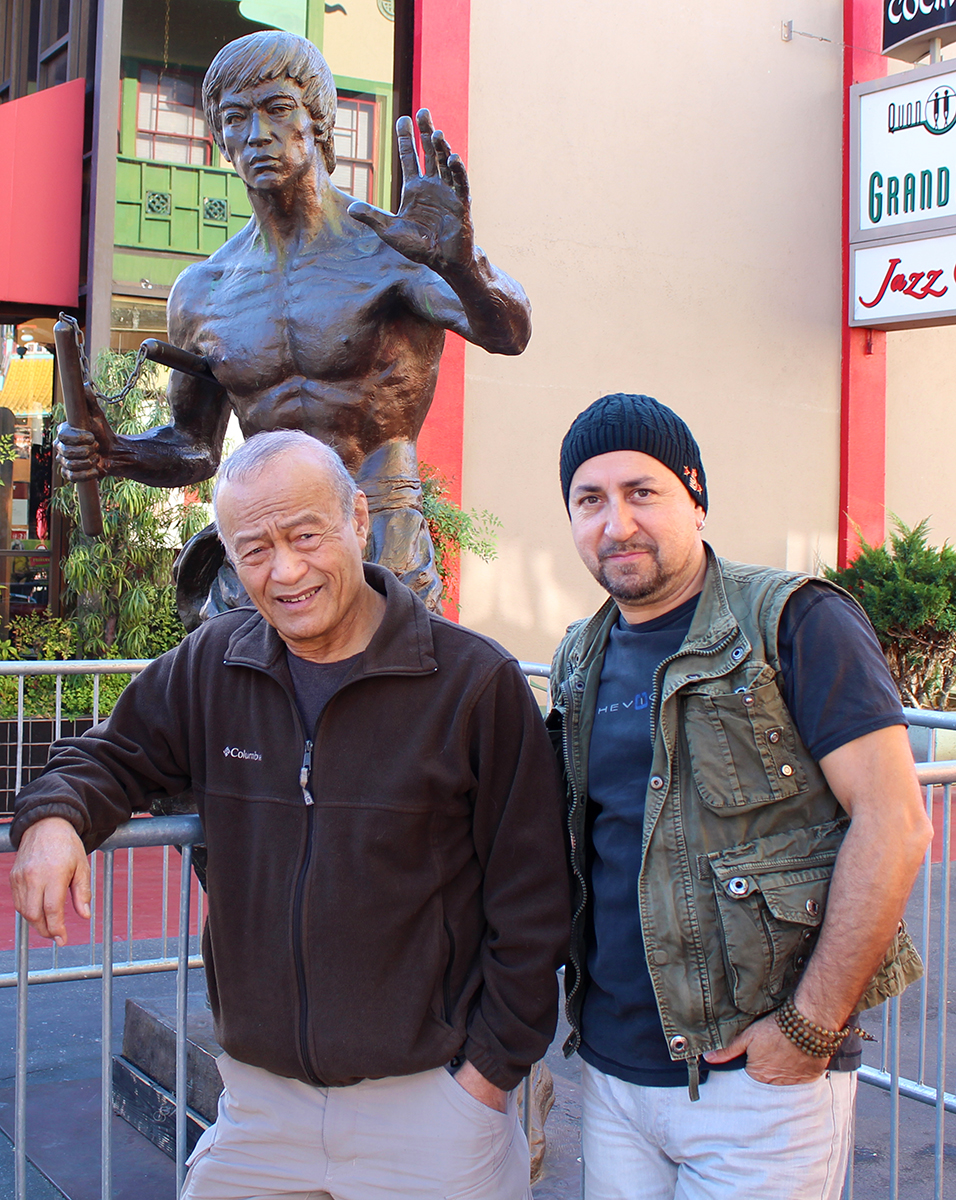
Salem Assli com Guro Dan Inosanto

### Artes Marciais em que era proficiente
- Lee Jun Fan Kick Boxing [5]
- Jeet Kune Do (a arte e filosofia de Bruce Lee)[16]
- Artes marciais filipinas (Kali - Eskrima - Silat)[12]
- Wing Chun Kung Fu[17]
- Muay Thai Boxing[15]
- Savate Boxe Française (French Foot Fighting)[5]
- As artes marciais Madjapahit[17]
- Maphilindo Silat[17]
- Shoot Wrestling[17]
- Krabi Krabong (espadas tailandesas e treinamento com armas)[17]
- Espada chinesa[17]
- Parisien Fighting e Savate Defense[5]
- French Cane Fighting e Bâton de combate[5]
- Capoeira[17]

### Treinou com
- Dan Inosanto[5]
- Surachai Sirisute[18]
- Bud Thompson[11]
- “Leo” Miguel Giron[14]
- Edgar Sulite[14]
- Yori Nakamura[14]
- Francis Fong[14]
- Gene LeBell[14]
- Wally Jay[14]
- Jean Jacques Machado[14]
- "Ted" Lucaylucay Jr.[11]
- Brandon Lee[11]

## Último ano
Em março de 2021, Salem Assli sofreu um grave acidente de motocicleta em Los Angeles. Ele foi atropelado por outro veículo enquanto dirigia a dois quarteirões de sua casa quando ia buscar café da manhã. Ele foi levado à emergência do Hospital da UCLA com  costelas quebradas, um corte profundo na língua, o nariz quebrado, e danos severos no pulmão, fígado e rins, além de um osso da perna estilhaçado. Salem passou por várias cirurgias e os médicos conseguiram salvar sua perna e órgãos. Parcialmente recuperado do acidente e já em casa, em setembro Salem foi diagnosticado com Covid-19 e, após 54 dias de internação, não resistiu à infecção e faleceu na tarde de 6 de novembro de 2021. Deixou sua amada esposa Shiyun Chen e uma legião de alunos e alunas espalhados pelo mundo.

## Títulos
- Luva de prata de primeiro grau [18]
- Luva de prata de 2º grau[10]
- Professor de Savate Boxe Française[20][21]
- Faixa Preta 3º Grau em FMA[22]
- Instrutor titular Sênior em Jeet Kune Do[18]
- Instrutor titular sênior de artes marciais filipinas (FMA)[18]

## Publicações

### Livros
- French Savate. Salem Assli. 2000[23]
- Jeet Kune Do (Jun Fan Gung Fu, Kick-boxing). Salem Assli 2001[24]
- Jeet Kune Do. Dan Inosanto e Salem Assli. 2013[25]

Salem estava trabalhando em um livro de 700 páginas dedicado ao Savate Boxe Française, arte marcial objeto de suas pesquisas por 30 anos. Por recomendação de um historiador das artes marciais francesas, Sylvain Salvini (ex-presidente da Federação Internacional Savate Boxe Française e uma luva de ouro) Salem acumulou tantos documentos históricos quanto possível sobre Savate. O livro permanece inacabado. Salem também planejava escrever um livro sobre as artes marciais filipinas.

### Sobre Salem Assli
Salem Assli - página oficial
Inosanto Academy of Martial Arts - Instructors Worldwide

### Instrutores certificados por Salem Assli pelo mundo
Instrutores de Jeet Kune Do e Kali
Instrutores de Savate - Boxe francês

## Outras leituras relacionadas
- Hartsell, Larry (1987). Jeet Kune Do Counterattack Grappling Counters and Reversals. Burbank, Calif.: Unique Publications. ISBN 978-0865680814.
- Bey Logan, Donnie Yen. "Bruce Lee and I: A Biography and A Memoir". 2020
- Vega, Eva Valladares; Valverde, Luis Miguel (2009). El mundo de las artes marciales. Retrieved 5 July 2021.
- Soet, John Steven (1991). Martial arts around the world. Burbank, CA: Unique Publications. ISBN 978-0865681514.
- Paturel, Robert, ... (2002). L'esprit du combat: conseils pratiques aux professionnels du combat et de la sécurité. Paris: Chiron. ISBN 2702707491.
- Maillet, Jean-Paul (2001). Esprit & combat. [s.l.]: Tv Sport. ISBN 2912679273.